# Mark Bezos
Pour les articles homonymes, voir Bezos (homonymie).
Mark Bezos (né le 17 mai 1968) est le demi-frère de Jeff Bezos. Le 20 juillet 2021, il participe avec lui au premier vol spatial habité du véhicule suborbital New Shepard.
Mark Bezos a étudié à la Texas Christian University, et y a obtenu un diplôme en publicité et communication en 1992 .
Sa carrière commence dans des agences de publicité à New York, telles que DDB Worldwide et Saatchi and Saatchi. Puis, en 1999, il a créé sa propre société de marketing. La même année, il est devenu directeur de la Bezos Family Foundation.
Il travaille avec la Fondation Robin Hood et est également pompier volontaire au sein du service d'incendie de Scarsdale.